# Michael Urie
Pour les articles homonymes, voir Urie.
Michael Urie, né le 8 août 1980 à Houston, au Texas, est un acteur américain.
Il se fait connaître grâce au rôle de Marc St. James dans la série Ugly Betty. En 2023, il revient au premier plan dans la série Shrinking, dans laquelle il tient le rôle de l'avocat Brian. Il remporte un Critics' Choice Television Awards pour cette interprétation.

## Biographie

### Jeunesse et formations
Michael Urie naît le 8 août 1980 à Dallas, en Texas.
Jeune, il assiste aux cours à l'université de Plano au Texas. En 1998, il obtient le « Dramatic Interpretation » grâce à sa pièce de théâtre Confessions of a Nightingale au National Forensic League National Tournament à St. Louis, Missouri. En 2003, il est diplômé du collège Juilliard de New York en art dramatique.

### Carrière
En décembre 2006, Le dot glbt news magazine révéla son homosexualité. Après avoir mis fin à cette rumeur, Michael Urie est engagé pour interpréter, dans la série américaine Ugly Betty, le rôle de Marc St. James, un assistant gay travaillant pour un magazine de mode. Au départ, il ne devait être qu'un personnage secondaire, c'est pourquoi il était considéré comme « guest-starring » dans les premiers épisodes. Puis, son statut a changé ainsi que son salaire qui évolue proportionnellement à son statut et est ainsi devenu un personnage à part entière. Il incarne un personnage drôle et attachant qui passe son temps à faire des coups bas aux autres. Il joue le stéréotype du gay dans le milieu de la mode mais arrive à imposer sa beauté naturelle dans ce monde si artificiel.

## Filmographie

### En tant qu'acteur

#### Longs métrages
- 2003 : Filles de bonne famille (Uptown Girls) de Boaz Yakin : le cochon Walker (non crédité)
- 2005 : WTC View de Brian Sloan : Eric
- 2008 : Le Chihuahua de Beverly Hills (Beverly Hills Chihuahua) de Raja Gosnell : Sebastian (voix)
- 2011 : The Decoy Bride de Sheree Folkson : Steve Korbitz
- 2011 : Jeremy Fink and the Meaning of Life de Tamar Halpern : James
- 2012 : Petunia d'Ash Christian : George McDougal
- 2013 : He's Way More Famous Than You de lui-même
- 2014 : Such Good People de Stewart Wade : Richard Nearly
- 2018 : Diverted Eden de Prince Bagdasarian : Todd Meisner
- 2020 : Nora Highland de Ryan Spahn : l'hôte du gala LGBTQIA
- 2020 : Smithtown de Stephen Kitsakos : Ian Bernstein
- 2021 : The Extinction of Fireflies de James Andrew Walsh : Jay
- 2021 : Swan Song de Todd Stephens : Dustin
- 2021 : Que souffle la romance (Single All The Way) de Michael Mayer : Peter

#### Courts métrages
- 2008 : Tangled Web de Todd Svoboda : le mari
- 2010 : Sami's Cock de George Larkin
- 2012 : Animal Charm de Ben Charles Edwards
- 2016 : The New 35 de Michelle Bossy : Terry
- 2019 : Lavender de Matthew Puccini : Arthur
- 2020 : The Pack Podcast de ugene Pack : Collin / Frankie (vidéo)

#### Téléfilms
- 2004 : Kat Plus One de Rodman Flender : Roger
- 2011 : Brain Trust de Dean Devlin : le professeur Franklin Gordon
- 2017 : Amy's Brother de Beth McCarthy-Miller : Matthew
- 2019 : Friends-In-Law de Pamela Fryman

#### Séries télévisées
- 2002 : À poil! (Undressed) : Justin (saison 6, épisode 20 : Tangled Beards)
- 2006-2010 : Ugly Betty : Marc St. James (85 épisodes)
- 2008-2009 : Mode After Hours : Marc St. James (12 épisodes)
- 2012 : Submissions Only : Zach Blumenkrantz (saison 2, épisode 5. Y'all Were Great!)
- 2012-2013 : Partners : Louis McManus (13 épisodes)
- 2013 : It Could Be Worse : Mike (saison 1, épisode 12 : I Need Help)
- 2013 : Hot in Cleveland : Jeffrey (saison 4, épisode 20 : Cleveland Indians)
- 2014-2015 : Modern Family : Gavin Sinclair (2 épisodes)
- 2014-2016 : The Good Wife : Stephen Dinovera (4 épisodes)
- 2015 : Workaholics : Joey (saison 5, épisode 5 : Gayborhood)
- 2016-2021 : Younger : Redmond (15 épisodes)
- 2017 : Webseries: The Webseries : Gerry (saison 1, épisode 3 : The Consultant)
- 2018 : After Forever : Daniel (2 épisodes)
- 2019 : The Good Fight : Stephen Dinovera (2 épisodes)
- 2019-2020 : Almost Family : Nate (3 épisodes)
- 2020 : Ms. Guidance : Brant Finklestein (saison 1, épisode 4 : The Taming of the Jenny)
- 2021 : The Bite : Josh (3 épisodes)
- 2023 : Shrinking : Brian

### En tant que producteur

#### Longs métrages
- 2011 : Thank You for Judging de Selma Al-Faqih, Travis Flournoy et Sean Fornara (documentaire - producteur délégué)
- 2014 : Grantham and Rose de Kristin Hanggi (producteur délégué)

#### Téléfilm
- 2009 : House of Kai Milla (documentaire - producteur délégué)

#### Série télévisée
- 2015-2017 : Cocktails & Classics (34 épisodes - producteur délégué)

### En tant que réalisateur

#### Longs métrages
- 2011 : Thank You for Judging de Selma Al-Faqih, Travis Flournoy et Sean Fornara (documentaire - co-réalisateur)
- 2013 : He's Way More Famous Than You

#### Courts métrages
- 2013 : The Hyperglot
- 2014 : The Thao of Thom

#### Série télévisée
- 2015 : What's Your Emergency (16 épisodes)

## Théâtre
- 2003 : Love's Labour's Lost (Judith Shakespeare Company) : Boyet
- 2003 : Another Vermeer
- 2004 : The Roaring Girl (The Foundry) : Sebastian
- 2004 : Like The Mountains (Hyde Park Theatre) : Erich
- 2004 : Lowbrow (And A Little Bit Tacky) (Plum Productions)
- 2005 : The Revenger's Tragedy (Culture Project) : Lussurioso
- 2005 : The King Stag (Seattle Rep) : Cigolotti/Pantalone
- 2005 : Roméo et Juliette (Folger Theatre) : Mercutio
- 2006 : Titus Andronicus (Old Globe Theatre) : Chiron
- 2006 : Othello (Old Globe Theatre) : Roderigo
- 2006 : Le Songe d'une nuit d'été (A Midsummer Night's Dream) (Old Globe Theatre) : Flute/ Thisby
- 2006 : Phenomenon (pièce) (Here Arts Centre) : Mark

## Distinctions

### Récompenses
- 2014 : Friars Club Comedy Film Festival du meilleur court métrage pour The Hyperglot (2013) partagée avec Michael Levi Harris (Scénariste), Meghan-Michele German (Productrice), Evangel Fung (Producteur) et Ryan Spahn (Producteur)
- International Film Awards Berlin 2014 : Lauréat du Prix Spécial du meilleur court métrage pour The Hyperglot (2013) partagée avec Michael Levi Harris (acteur et scénariste), Meghan-Michele German (productrice), Evangel Fung (producteur) et Ryan Spahn (producteur)
- 2014 : Festival du film de Nantucket du meilleur court métrage pour The Hyperglot, partagée avec Michael Levi Harris (scénariste), Meghan-Michele German (productrice), Evangel Fung (producteur) et Ryan Spahn (producteur)

### Documentation
- (en) Robert Diamond, « The Boys from Ugly Betty Talk to Us! Michael Urie and Mark Indelicato Answer a Few Questions… » [« Les gars de la série Ugly Betty nous parlent ! Michael Urie et Mark Indelicato répondent quelques questions… »] [Interview], 21 août 2007.